# جيمس مورغان (متزلج جماعي)
جيمس مورغان (بالإنجليزية: James Morgan)‏ هو متزلج جماعي أمريكي، ولد في 16 ديسمبر 1948، وتوفي في 8 فبراير 1981.

## وصلات خارجية
- جيمس مورغان على موقع أوليمبيديا (الإنجليزية)